# Ранчо Кукаманга
Ранчо Кукаманга (енгл. Rancho Cucamonga) град је у америчкој савезној држави Калифорнија. По попису становништва из 2010. у њему је живело 165.269 становника.

## Демографија
Према попису становништва из 2010. у граду је живело 165.269 становника, што је 37.526 (29,4%) становника више него 2000. године.
|                   | 2010.            | 2000.            |
| Укупно            | 165 269 (100,0%) | 127 743 (100,0%) |
| Белци             | 70 572 (42,70%)  | 70 028 (54,82%)  |
| Хиспаноамериканци | 57 688 (34,91%)  | 35 491 (27,78%)  |
| Азијати           | 17 208 (10,41%)  | 7 656 (5,993%)   |
| Афроамериканци    | 15 246 (9,225%)  | 10 059 (7,874%)  |
| Остали            | 4 555 (2,756%)   | 4 509 (3,530%)   |